# As Aventuras Amorosas de um Padeiro
As Aventuras Amorosas de um Padeiro é um filme brasileiro do diretor Waldir Onofre, do gênero Drama, do ano de 1975.

## Sinopse
Entre o drama e a comédia, retratando os hábitos e costumes do subúrbio do Rio de Janeiro da década de 70 o filme traz a tona de forma irônica e debochada as relações interraciais entre Rita (Maria do Rosário), branca, dona de casa recém casada, não correspondida pelo marido Mário (Ivan Setta),  e Saul (Haroldo de Oliveira), artista negro. Rita se envolve numa filmagem que Marques (Paulo César Peréio), bem estabelecido padeiro português, culminando com uma folclórica tentativa de flagrante de adultério, crime na época. No final, elementos de candomblé são também introduzidos. O longa-metragem ganhou o KIKITO de Ouro, prêmio máximo, no Festival de Gramado de 1976.